# Thomas Priday
 (signalé en mai 2025).
Si vous disposez d'ouvrages ou d'articles de référence ou si vous connaissez des sites web de qualité traitant du thème abordé ici, merci de compléter l'article en donnant les références utiles à sa vérifiabilité et en les liant à la section « Notes et références ».
- Archive Wikiwix
- Bing
- Cairn
- DuckDuckGo
- E. Universalis
- Gallica
- Google
- G. Books
- G. News
- G. Scholar
- Persée
- Qwant
- (zh) Baidu
- (ru) Yandex
- (wd) trouver des œuvres sur Wikidata

Le caporal Thomas William Priday, né en 1912 ou 1913 et mort le 9 décembre 1939 est le premier soldat de l'armée britannique officiellement tué au combat pendant la Seconde Guerre mondiale.

## Biographie
Thomas Priday est le fils d'Allen Priday et d'Élisabeth Priday. Il est baptisé le 1er juin 1913 à Redmarley.
En 1930, il se rend au Canada à bord du paquebot Montrose de la Canada Pacific Line pour travailler dans l'agriculture.
En 1932, il revient au Royaume-Uni à bord du Duchesse d'Atholl de la même compagnie.
À la suite de la déclaration de guerre du Royaume-Uni et de la France à l'Allemagne nazie le 3 septembre 1939, un corps expéditionnaire britannique (BEF), sous le commandement du général John Vereker, est envoyé en France. Bien que les éléments précurseurs soient arrivés depuis le 4 septembre, le BEF est opérationnel le 10 septembre.
En novembre 1939, le général John Vereker précise dans ses dépêches qu'il a pris des dispositions en novembre 1939 pour qu'une brigade britannique serve sur le front de la Sarre sous commandement français. C'est en servant dans cette unité que le caporal Priday est tué dans la région de Metz.
Le 9 décembre 1939, il est en patrouille de nuit lorsque le groupe avec lequel il se trouve s'égare et s'engage dans une zone minée. Le caporal Thomas Priday déclenche une mine antipersonnel française qui le tue sur le coup.
Il est inhumé avec les honneurs militaires au cimetière communal de Luttange. Le général français commandant la région ainsi qu'un détachement de troupes françaises participent à la cérémonie.
Thomas Priday est mort à l'âge de 27 ans alors qu'il servait comme caporal dans le 1er bataillon du King's Shropshire Light Infantry (KSLI).
Le 1er janvier 1940, sa mort a été rapportée dans le Times sous le titre « Premier soldat britannique tué au combat ».
Le jeune frère de Thomas Priday, Archibald, servira dans le même bataillon.